# 甦るマヤ・1990〜密林に眠る大王を探して〜
『甦るマヤ・1990〜密林に眠る大王を探して〜』（よみがえるマヤ・1990 みつりんにねむるだいおうをさがして）は、1990年9月2日 14:00〜15:24 (JST) にTBS系列局で放送された毎日放送製作のドキュメンタリー番組である。毎日放送の開局40周年記念番組で、『甦るマヤ・1989〜失われた大神殿の謎〜』（1989年9月24日放送）の続編に当たる。

## 番組概要
盾ジャガー王と名付けられたヤシュチランの大王。8世紀の初め、その息子･鳥ジャガー王とともにマヤ王国黄金期を築いた事で知られる。盾ジャガー王の眠る墓の発見をするため、密林の中で発掘調査を行う。なお、『甦るマヤ・1989〜失われた大神殿の謎〜』同様、国立民族学博物館助手（当時･現:名誉教授）の八杉佳穂が取材・調査を行い、当時ディレクターの里見繁（現･関西大学教授）も現地に同行した。
ナレーターは大滝秀治が、音楽は姫神が担当した。
放送終了後、当番組をベースにした「マヤ文明展」（毎日新聞社・毎日放送･メキシコ国立人類学研究所主催）が1990年9月13日から1991年3月17日まで大阪を皮切りに東京、船橋、名古屋、福岡、鎌倉の6都市にて順次開催された。

## 参考出典
- 毎日新聞短縮版1990年9月・P50